# Les Fous du roi (film, 2006)
Pour les articles homonymes, voir Les Fous du roi.
Pour plus de détails, voir Fiche technique et Distribution.
Les Fous du roi (All the King's Men) est un film américain réalisé par Steven Zaillian, sorti en 2006.

## Synopsis
Ce film est tiré du roman de Robert Penn Warren (1946) qui avait déjà fait l'objet d'une première adaptation au cinéma en 1949. Il narre l'aventure d'un homme de la campagne en voyage à la Nouvelle-Orléans. Idéaliste, il fera face au gouverneur de la Louisiane. L'histoire dépeint la nature humaine corrompue tissée de  trahison. Cette histoire est inspirée de la vie du gouverneur Huey Pierce Long.

## Fiche technique
- Titre : Les Fous du roi
- Titre original : All the King's Men
- Réalisation : Steven Zaillian
- Scénario : Steven Zaillian, d'après le roman de Robert Penn Warren
- Directeur de la photographie : Pawel Edelman
- Distribution des rôles : Avy Kaufman
- Direction artistique : Gary Baugh
- Décors : Patrizia von Brandenstein
  - Décors de plateau :  Tricia Schneider
- Costumes : Marit Allen
- Montage : Wayne Wahrman (en)
- Musique : James Horner
- Producteurs : Ken Lemberger, Mike Medavoy, Arnold Messer et Steven Zaillian
  - Producteurs exécutifs : James Carville, Andreas Grosch, Michael Hausman, Ryan Kavanaugh, Todd Phillips, Andreas Schmid et David Thwaites
  - Producteur associé : Scott Budnik
- Sociétés de production :
- Distribution :  Sony Pictures Releasing •  Gaumont Columbia Tristar Films
- Budget :
- Format : Couleur et noir et blanc – 35 mm – 1,85:1 — Son SDDS, Dolby Digital et Digital Theater System
- Genre : drame
- Pays :  Allemagne[réf. nécessaire],  États-Unis
- Durée : 128 minutes
- Dates de sortie : 
  -  États-Unis : 22 septembre 2006
  -  France : 1er novembre 2006

## Distribution
| Les acteurs principaux Jude Law, Kate Winslet et Mark Ruffalo à la première du film au Festival international du film de Toronto 2006. |  | Les acteurs principaux Jude Law, Kate Winslet et Mark Ruffalo à la première du film au Festival international du film de Toronto 2006. |  | Les acteurs principaux Jude Law, Kate Winslet et Mark Ruffalo à la première du film au Festival international du film de Toronto 2006. |
| Les acteurs principaux Jude Law, Kate Winslet et Mark Ruffalo à la première du film au Festival international du film de Toronto 2006. |  | |  | |

- Sean Penn (VF : Emmanuel Karsen) : Willie Stark
- Jude Law (VF : Guillaume Orsat) : Jack Burden
- Anthony Hopkins (VF : Bernard Dhéran) : le juge Irwin
- Kate Winslet (VF : Rafaele Moutier) : Anne Stanton
- Mark Ruffalo (VF : Arnaud Arbessier) : Adam Stanton
- Patricia Clarkson (VF : Sylvia Bergé) : Sadie Burke
- James Gandolfini (VF : Patrice Melennec) : Tiny Duffy
- Jackie Earle Haley (VF : Jean-Marc Charrier) : Sugar Boy
- Kathy Baker (VF : Marion Loran) : Mrs. Burden, la mère de Jack
- Talia Balsam (VF : Nathalie Duverne) : Lucy Stark, l'épouse de Willie
- Travis M. Champagne (VF : Juan Llorca) : Tom Stark, le fils de Willie
- Frederic Forrest (VF : François Gamard) : le père de Willie
- Paul Desmond (VF : Rémy Darcy) : Slade
- Kevin Dunn (VF : Elrick Thomas) : Alex
- Thomas McCarthy (VF : Xavier Fagnon) : le rédacteur
- Glenn Morshower (VF : Philippe Dumond) : le membre de la commission
- Jay Patterson (en) (VF : Philippe Faure) : le sénateur
- Michael Cavanaugh (en) (VF : Frédéric Cerdal) : Mr. Peyton
- Caroline Lagerfelt (VF : Lydia Cherton) : Mrs. Peyton
- Valerie Stodghill (VF : Anne Lanco) : Miss DuMonde
- Tom Aldredge (VF : Michel Barbey) : le banquier de Carruthers
- Lenka Peterson (en) (VF : Jacqueline Cohen) : la greffière à Savannah
- Eileen Ryan (VF : Kathy Vail) : Lily Littlepaugh
- Gary Grubbs : le shérif Boyle
- Jordan Rhodes (VF : Robert Blanchet) : MacMurphy

## Réception

### Accueil critique
Malgré sa distribution, sa direction et son équipe de production de haut niveau, le film a été un échec massif, à la fois auprès des critiques et au box-office. Sur Rotten Tomatoes, le film détient un taux d’approbation de 11% basé sur 159 critiques, avec une note moyenne de 4,30/10